# 다케노코시 마사노부
다케노코시 마사노부(일본어: 竹腰正信, 1591년 2월 14일 ~ 1645년 5월 25일)는 에도 시대 전기의 다이묘이다. 미노 이마오 번 초대 번주를 지냈다. 오와리번주 도쿠가와 요시나오에게는 씨다른 형에 해당한다. 이러한 오와리 번의 인연으로 역대 이마오 번주들은 오와리 번의 오쓰케가로를 맡았으며 마사노부는 다케노코시가의 시조가 된다.
아버지는 다케노코시 마사토키이며 어머니는 오카메노가타이다.